# Бозза, Эжен
Эже́н Бозза́ (или Боцца; фр. Eugène Bozza; 4 апреля 1905, Ницца — 28 сентября 1991, Валансьен) — французский композитор и дирижёр.
Сын скрипача Умберто Бозза и его жены Оноре Молины. Первые уроки получил от отца в возрасте пяти лет. Учился в Парижской консерватории у Бюссе, Рабо и Капе, окончил её с первыми премиями по классам скрипки (1924), дирижирования (1930) и композиции (1934). В том же 1934 году Бозза получил Римскую премию за оперу «Легенда о Рукмани». С 1938 по 1948 год он дирижировал в театре Опера-комик в Париже, затем получил место руководителя Национальной школы музыки в Валансьене, и занимал эту должность до 1975.
Наследие композитора весьма обширно, однако в широких кругах он известен прежде всего как автор камерных пьес для духовых инструментов, отмеченных мелодизмом, оригинальными гармониями и хорошим чувством возможностей инструмента.

## Основные сочинения
Оперы
- «Легенда о Рукмани» (1934)
- «Леонидас» (1947)
- «Беппо, или Смерть, которой никто не хотел» (1963)
- «Герцогиня Ланже» (1967)

Балеты
- «Римские праздники» (1939)
- «Пляжные игры» (1945)

Оратории
- «Искушение Святого Антония» (1948)
- Два реквиема (1950, 1971)

Оркестровые сочинения
- Концерт для скрипки с оркестром (1937)
- Баллада для тромбона с оркестром (1944)
- Прелюдия и пассакалья (1947)
- Симфония (1948)
- Концертино для трубы и камерного оркестра (1949)
- Концерт для фортепиано с оркестром (1955)
- Концерт для струнного трио, духовых, арфы и контрабаса (1955)
- Камерное концертино для флейты и струнных (1964)
- Пять фрагментов для струнных (1970)
- «Торжественная месса Святой Цецилии» для медных, литавр, органа и арфы

Камерные сочинения
- Ария для саксофона альта
- Струнный квартет
- Сонатина для флейты и фагота (1938)
- «Агрестид» для флейты и фортепиано (1942)
- Анданте и скерцо для квартета саксофонов (1943)
- Вариации на свободную тему для духового квинтета (1943)
- Пьеса для контрабаса и фортепиано (1946)
- Сонатина для квинтета медных инструментов (1951)
- Три пьесы для флейты, гобоя, кларнета и фагота (1954)
- «Летний день в горах» для четырёх флейт (1954)
- Камерная симфония для восьми духовых
- Ричеркар для скрипки и виолончели
- Французская сюита для медного квинтета
- Концертино для фортепиано и духовых
- Камерное концертино для гитары и струнного квартета
- Дивертисмент для трёх фаготов и др.
- Многочисленные этюды для духовых инструментов
- «Кларибель» для кларнета и фортепиано